# ارتور اكسمان
أرتور أكسمان (18 فبراير 1913 - 24 أكتوبر 1996) الزعيم الوطني النازي الألماني (Reichsjugendführer) لشباب هتلر (Hitlerjugend) من عام 1940 إلى نهاية الحرب في عام 1945. وكان آخر النازيين الباقيين على قيد الحياة برتبة تعادل زعيم الرايخ إس إس. 

## حياة سابقة
ولد أكسمان في هاغن، ويستفاليا، وهو ابن كاتب تأمين.  في عام 1916، انتقلت عائلته إلى برلين - زفاف، حيث توفي والده بعد ذلك بعامين. كان أكسمان طالبًا جيدًا وحصل على منحة دراسية للالتحاق بالمدرسة الثانوية. التحق بشباب هتلر في نوفمبر 1928، بعد أن سمع الناطق بالنادي جوزيف غوبلز وهو يتحدث، وأصبح زعيم الخلية المحلية في منطقة زفاف.  انضم أيضًا إلى رابطة أطفال المدارس الاشتراكية الوطنية، حيث ميز نفسه بالخطابة. [بحاجة لمصدر]

## مهنتة في النازية

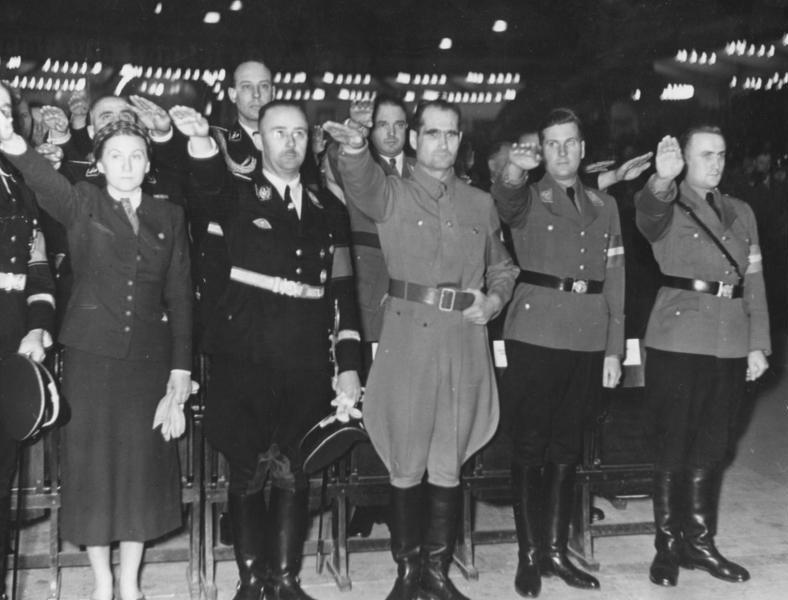
جيرترود شولتز كلينك وهيملر وهيس وفون شيراش وأكسمان (من اليسار) في رالي هتلر للشباب، برلين سبورتبالاست، 13 فبراير 1939.

في سبتمبر 1931، انضم أكسمان إلى الحزب النازي وفي العام التاليحمل لقب الحزب النازي Reichsjugendführung ارتور اكسمان لإجراء إعادة تنظيم لمصنع هتلر للشباب والمدارس المهنية. بعد الاستيلاء النازي على السلطة في عام 1933، ارتقى إلى قائد إقليمي وأصبح رئيس المكتب الاجتماعي لقيادة شباب الرايخ. 
أخرج أكسمان شباب هتلر في التدريب المهني الحكومي ونجح في رفع مكانة العمل الزراعي لشباب هتلر. في نوفمبر 1934، تم تعيينه قائدًا لشباب هتلر برلين، ومن عام 1936 ترأس مسابقات Reichsberufswettkampf السنوية. في 30 يناير 1939 حصل على شارة الحزب الذهبية. منذ أكتوبر 1941، أصبح أكسمان عضواً في دائرة الرايخستاغ في بروسيا الشرقية.
بعد بدء الحرب العالمية الثانية، كان أكسمان في الخدمة الفعلية على الجبهة الغربية حتى مايو 1940.  في 1 مايو 1940، تم تعيينه نائباً للنازي Reichsjugendführer بالدور فون شيراخ، الذي خلفه بعد ثلاثة أشهر في 8 أغسطس 1940.  كعضو في فرقة المشاة الثالثة والعشرين في الفيرماخت، أصيب بجروح خطيرة في الجبهة الشرقية في عام 1941، وفقد ذراعه اليمنى. 
في أوائل عام 1943، قدم اكسمان اقتراح تشكيل فرقة SS بانزر إس إس الـ12 Hitlerjugend إلى هاينريش هيملر، ودعمها من جنود تم اختيارهم من شباب هتلر.  وافق هتلر على فرقة مقاتلة مؤلفة من أعضاء شباب هتلر المولودين في عام 1926. بعد ذلك، بدأ التجنيد والتدريب.  في الأسابيع الأخيرة من الحرب في أوروبا، قاد أكسمان وحدات من شباب هتلر، والتي تم دمجها في فولكس ستورم. تتكون وحداته في الغالب من الأطفال والمراهقين. قاتلوا في معركة مرتفعات سيلو والمعركة في برلين. 

### برلين، 1945
خلال الأيام الأخيرة لهتلر في برلين، كان أكسمان من بين الحاضرين في الفوهرنكر.  خلال ذلك الوقت، أُعلن في الصحافة الألمانية أن أكسمان حصل على الوسام الألماني، وهو أعلى وسام يمكن أن يمنحه الحزب النازي للفرد مقابل خدماته للرايخ.  كان هو وآخرون، كونستانتين هيرل، هم الحائزون الوحيدون على الجائزة الذين نجوا من الحرب وعواقبها. جميع المتلقين الآخرين إما منحوها بعد وفاتهم، أو قُتلوا خلال الحرب أو في أعقابها. 
في 1 أيار / مايو، غادر أكسمان قبو الفوهرر كجزء من مجموعة شملت مارتن بورمان وفيرنر ناومان وطبيب إس إس لودفيج ستومبفيغر.  محاولة للخروج من الحصار السوفيتي، تمكنت مجموعتهم من عبور نهر شبريه عند جسر Weidendammer. 
ترك بقية مجموعتهم، مشى بورمان وستومبفيغر وأكسمان على طول مسارات السكك الحديدية إلى محطة سكة حديد ليهرتر. تتبع بورمان وستومبفيغر مسارات السكك الحديدية باتجاه محطة ستيتنر. قرر أكسمان التوجه في الاتجاه المعاكس لرفيقيه.  عندما واجه دورية للجيش الأحمر تراجع أكسمان. رأى جثتين، عرفهما لاحقًا باسم بورمان وستومبفيغر، على جسر Invalidenstraße بالقرب من ساحة تبديل السكك الحديدية (Lehrter Bahnhof)، يضيء ضوء القمر وجههما بوضوح.   لم يكن لديه وقت لفحص الجثث بدقة، لذلك لم يكن يعرف كيف ماتوا.  تم تأكيد تصريحاته باكتشاف رفات بورمان وستامبفيجر في عام 1972. 

## ما بعد الحرب

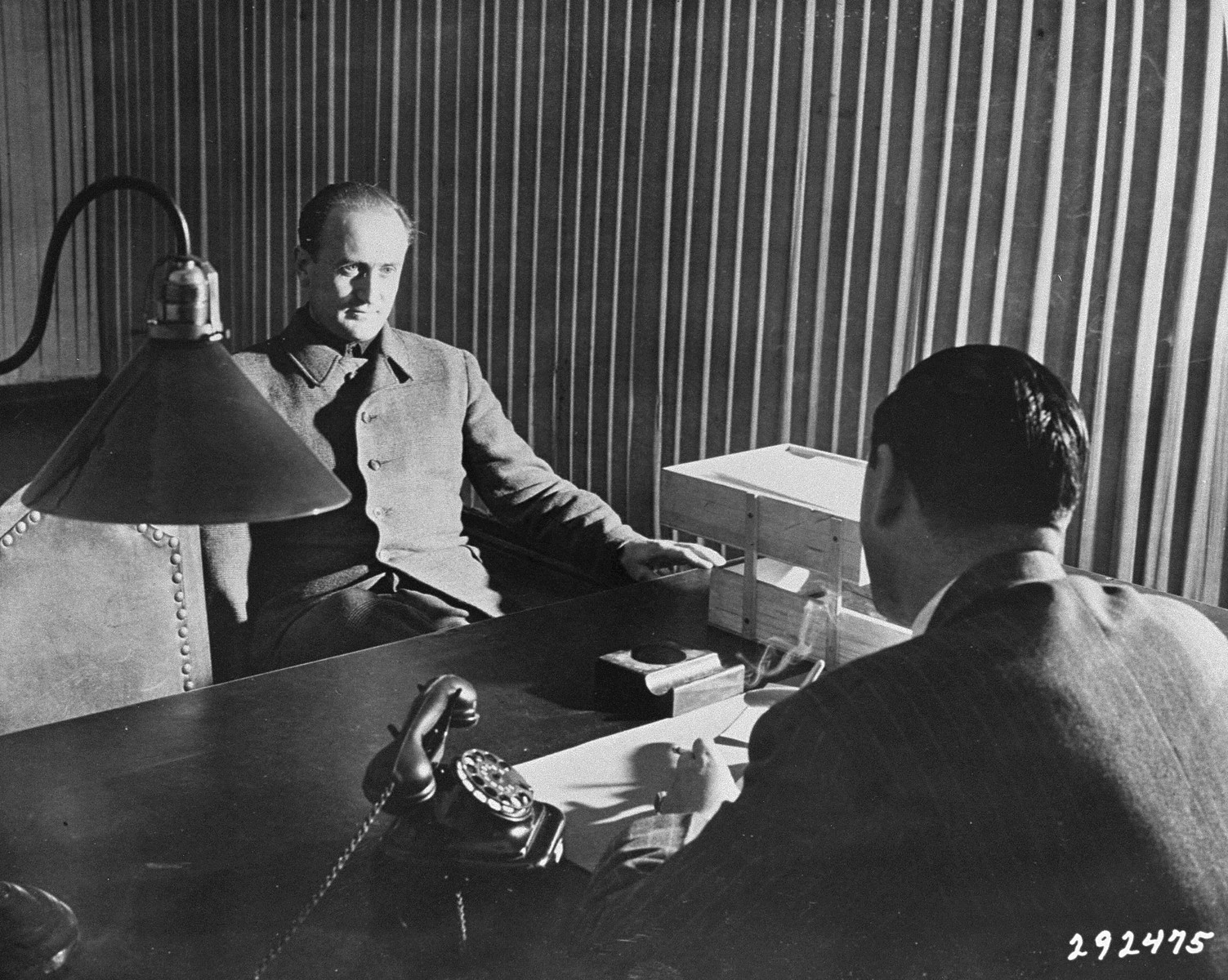
استجواب أكسمان في نورمبرج ، 16 أكتوبر 1947

تجنب أكسمان القبض عليه من القوات السوفيتية  وعاش تحت اسم «إريك سيويرت» لعدة أشهر. في ديسمبر 1945، قُبض على أكسمان في لوبيك عندما تم اكتشاف حركة نازية نازية كان ينظمها من خلال عملية لمكافحة التجسس التابعة للجيش الأمريكي. 
في مايو 1949، حكمت محكمة اجتثاث النازية في نورمبرغ على أكسمان بالسجن لمدة ثلاث سنوات وثلاثة أشهر باعتباره «مذنب كبيرً».  لم يتم إدانته بارتكاب جرائم حرب.  في 19 أغسطس 1958، فرضت محكمة في برلين الغربية غرامة على زعيم شباب هتلر السابق بحوالي 35000 مارك ألماني (حوالي 3,000 جنيه إسترليني، أو 8,300 دولار أمريكي)، ما يقرب من نصف قيمة ممتلكاته في برلين. أدانته المحكمة بتهمة تلقين الشباب الألماني الاشتراكية القومية حتى نهاية الحرب في أوروبا، لكنها خلصت إلى أنه غير مذنب بارتكاب جرائم حرب. 

## الحياة في وقت لاحق
بعد إطلاق سراحه من الحجز، عمل أكسمان كرجل أعمال بنجاح متفاوت. من عام 1971 غادر ألمانيا لعدة سنوات، وعاش في جزيرة جران كناريا الإسبانية.  عاد أكسمان إلى برلين في عام 1976، حيث توفي في 24 أكتوبر 1996، عن عمر 83 عامًا. لم يتم الكشف عن سبب الوفاة وتفاصيل أفراد أسرته الباقين على قيد الحياة.

## تصويره في وسائل الإعلام
تم تصوير أكسمان من قبل هاري بروكس جونيور في الإنتاج التلفزيوني البريطاني عام 1973 «موت أدولف هتلر».

## روابط خارجية
- ارتور اكسمان على موقع مونزينجر (الألمانية)
- ارتور اكسمان على موقع إن إن دي بي (الإنجليزية)

### اقتباسات
1. 1 2 3  Joachimsthaler 1999.
2. 1 2 3 4 5 6 7 8 9 10 11 12  Hamilton 1984.
3. 1 2  McNab 2013.
4. 1 2  Angolia 1989.
5. 1 2 3  Beevor 2002.
6. 1 2  Le Tissier 2010.
7. ↑  Trevor-Roper 2002.
8. ↑  Lang 1979.
9. ↑  Cowell, Alan (7 نوفمبر 1996). "Artur Axmann, 83, a Top Nazi Who Headed the Hitler Youth". نيويورك تايمز. مؤرشف من الأصل في 2018-07-08. اطلع عليه بتاريخ 2014-02-02.
10. ↑  "The Death of Adolf Hitler (1973) (TV)". قاعدة بيانات الأفلام على الإنترنت. مؤرشف من الأصل في 2018-10-30. اطلع عليه بتاريخ 2008-05-08.